# 1420
1420 (MCDXX) je bilo prestopno leto, ki se je po julijanskem koledarju začelo na ponedeljek.

## Dogodki
- v Pragi ustanovljena prva protestantska (ultrakvistične) cerkve.

## Rojstva
- 6. april - Jurij Podjebradski, češki kralj († 1471)

Neznan datum
- Gabriel Biel, nemški sholastični filozof in teolog († 1495)
- Judah Messer Leon, italijanski judovski humanist, filozof, teolog, rabin († 1498)
- Mahmud Paša Anđelović, veliki vezir Osmanskega cesarstvo (†* 1474)
- Sesshu Toyo, japonski zen budistični menih, slikar in estetik († 1506)
- Simeon Olelkovič, zadnji knez Kijevske kneževine († 1470)

## Smrti
- 12. maj - Elizabeta Granovska, poljska kraljica in litovska velika kneginja (* okoli 1372)
- 9. avgust - Peter d'Ailly, francoski kardinal, teolog in astrolog (* 1351)

Neznan datum
- Giacomo Fregoso, 10. genovski dož (* 1340)
- Imagava Sadajo, japonski vojskovodja, pesnik (* 1326)
- William Penbygull, angleški filozof in logik